# Sarah Bensaad
Sarah Bensaad (* 27. Januar 1987) ist eine französisch-tunesische Hammerwerferin.

## Karriere
2006 nahm sie an den Juniorenweltmeisterschaften teil, bei denen sie Frankreich vertrat, ohne das Finale zu erreichen, und wurde Zehnte bei den U23-Europameisterschaften 2009. Dann wechselte sie ihre Staatsangehörigkeit zu Tunesien.
2011 gewann sie die Goldmedaille bei den Panarabischen Spielen und die Silbermedaille bei den Afrikaspielen 2011. Des Weiteren gewann sie bei den Afrikameisterschaften 2012, 2014 und 2016 jeweils die Bronzemedaille. Bei den Spielen der Frankophonie 2013 wurde sie Neunte.

## Persönliche Bestleistung
Ihr persönlicher bester Wurf ist 65,93 Meter, den sie im April 2014 in Bobigny erzielte.